# Montgomery County, Iowa
Montgomery County är ett administrativt område i delstaten Iowa, USA, med 10 740 invånare. Den administrativa huvudorten (county seat) är Red Oak. 

## Geografi
Enligt United States Census Bureau så har countyt en total area på 1 100 km². 1 098 km² av den arean är land och 2 km² är vatten.  

### Angränsande countyn
- Pottawattamie County - nordväst
- Cass County - nordost
- Adams County - öst
- Page County - söder
- Mills County - väst